# Liste der portugiesischen Botschafter in Dschibuti
Die Liste der portugiesischen Botschafter in Eritrea listet die Botschafter der Republik Portugal in Dschibuti auf.
Erstmals akkreditierte sich ein portugiesischer Vertreter im Jahr 2000 in der dschibutischen Hauptstadt Dschibuti-Stadt. Eine eigene Botschaft eröffnete Portugal dort nicht, der Portugiesische Botschafter in Äthiopien (bis 2012 der Portugiesische Botschafter in Kenia) ist für Dschibuti zuständig und wird dort zweitakkreditiert (Stand 2019).

## Missionschefs
| Name                                       | Bild      | Amtszeit  | Anmerkungen                                                                          |
| Dschibuti                                  | Dschibuti | Dschibuti | Dschibuti                                                                            |
| ------------------------------------------ | --------- | --------- | ------------------------------------------------------------------------------------ |
| José Manuel de Carvalho Lameiras           |           | ab 2000   | Botschafter mit Amtssitz Nairobi, am 31. Januar 2000 in Dschibuti-Stadt akkreditiert |
| Júlio Francisco de Sales Mascarenhas       |           | ab 2002   | Botschafter mit Amtssitz Nairobi                                                     |
| Luis João de Sousa Lorvão                  |           | ab 2005   | Botschafter mit Amtssitz Nairobi                                                     |
| Alexandre Maria Lindim Vassalo             |           | ab 2011   | Botschafter mit Amtssitz Nairobi                                                     |
| António Luís Peixoto Cotrim                |           | ab 2012   | Botschafter mit Amtssitz Addis Abeba                                                 |
| Afonso Henriques Abreu de Azeredo Malheiro |           | ab 2015   | Botschafter mit Amtssitz Addis Abeba                                                 |
| Helena Maria Rodrigues Fernandes Malcata   |           | seit 2018 | Botschafterin mit Amtssitz Addis Abeba                                               |